# Lisbon (CDP)
Lisbon ist ein Census-designated place (CDP) in der Stadt Lisbon im Androscoggin County im US-Bundesstaat Maine.
Es ist neben Lisbon Falls eines der beiden Hauptdörfer der Stadt. Das Dorf Lisbon liegt im westlichen Teil der Stadt Lisbon am Sabattus River, einem südlich fließenden Nebenfluss des Androscoggin River. Die Maine State Route 196 verläuft durch das Dorf und führt 5 km südöstlich nach Lisbon Falls und 11 km nordwestlich nach Lewiston. Das kleine Dorf Lisbon Center liegt im südöstlichen Teil des CDP.